# Cuautlajapa
Cuautlajapa är en ort i Mexiko.   Den ligger i kommunen Mixtla de Altamirano och delstaten Veracruz, i den sydöstra delen av landet, 250 km öster om huvudstaden Mexico City. Cuautlajapa ligger 1 013 meter över havet och antalet invånare är 369.
Terrängen runt Cuautlajapa är bergig åt sydost, men åt nordväst är den kuperad. Runt Cuautlajapa är det ganska tätbefolkat, med 222 invånare per kvadratkilometer. Närmaste större samhälle är Zongolica, 9,3 km nordväst om Cuautlajapa. I omgivningarna runt Cuautlajapa växer i huvudsak städsegrön lövskog.